# Georgia Twinn
Georgia Lee Twinn es una músico y personalidad de las redes sociales inglesa. Nacida y criada en Essex, llamó la atención por primera vez por su vídeo de sincronización de labios de 2018 con «Mia Khalifa» de iLoveFriday. Después de lanzar «On My Mind» en 2019, firmó con Universal Music Group y lanzó varios trabajos entre octubre de 2020 y mayo de 2021, incluido «I Don't Mind», que fue nominado al premio Popjustice £20 Music Prize. En 2022, se convirtió en miembro de Loud LDN.

## Biografía

### Primeros años, «Mia Khalifa» y «I Don't Mind»
Georgia Lee Twinn nació y creció en Essex, y tiene una hermana mayor. Más tarde, sus padres se separaron, lo que la obligó a mudarse con su madre; su padre era un fanático de la música rock. Creó una cuenta de Instagram a los once años, y se hizo fan de Lana Del Rey en esa época, después de escuchar su interpretación de «Blue Velvet» en un anuncio de H&M, y encontró que su música le resultó útil para lidiar con las luchas que enfrentaba en ese momento. Más tarde conoció a Del Rey en el Latitude Festival, quien le ofreció Doritos. Al crecer, Twinn estaba interesada en la policía y pensó en convertirse en científica forense.
En 2018, uno de sus videos de TikTok, «Hit or Miss», en el que sincronizaba los labios con un fragmento de «Mia Khalifa» de iLoveFriday, una canción sobre la actriz porno retirada del mismo nombre que Cheyanne Hays había subido a la plataforma, se volvió viral y recibió más de 360 000 me gusta en febrero de 2019; la tendencia «Hit or Miss» ocupó el puesto número 2 en la lista de BuzzFeed de «Los memes y tendencias más importantes de TikTok de 2018» en diciembre de 2018. Ella le dijo a The Forty Five en abril de 2021 que el éxito del video, cuando tenía quince años, le hizo sufrir «mucho acoso sexual en línea por parte de hombres», y que la experiencia la hizo volverse «más cautelosa y consciente de el tipo de personas que hay en la red».
El éxito de su cuenta de TikTok la impulsó a dejar la escuela a los dieciséis años para dedicarse a la música. Sus primeros trabajos fueron versiones subidas a YouTube, lo que motivó que un productor se pusiera en contacto; su primer sencillo, «On My Mind», fue autoeditado y llamó la atención de Universal Music Group. En octubre de 2020, lanzó una versión de «Let It Happen» de Tame Impala, y luego, al mes siguiente, lanzó «You Shouldn't Have Fucked With Me», una desdeñosa canción de ruptura. En diciembre de 2020, lanzó «I Don't Mind», que escribió sobre su ansiedad y lanzó junto con un video con letra. La canción apareció en el puesto 15 en la lista «Top 45 Singles of 2020» de Popjustice a finales de ese año, y fue nominada en 2021 para el Popjustice £20 Music Prize, un premio ganado por «Got Me» de Laura Mvula.

### «On a Mountain»,Talky «Matty Healy»
El 14 de enero de 2021, apareció en «On a Mountain» de Danny L Harle, una canción hardcore con elementos de trance lanzada bajo su alias de DJ Danny. La canción fue lanzada junto con un video musical dirigido por los hermanos Rolfes, que guio a los espectadores por el estadio Euphoria de Harle, la sala más grande del Club Harlecore, y otra canción, «Boing Beat», una canción de mákina lanzada bajo el alias de Harle, MC Boing. Tras su lanzamiento, «On a Mountain» se convirtió en la «Canción de la semana" de Consequence. y ambas pistas aparecerían más tarde en el álbum Harlecore de Harle. Flume luego lanzaría un remix future bass de la canción.
Más tarde ese mes, Twinn lanzó un sencillo en solitario, «Raccoons», una canción escrita sobre un grupo de Snapchat del que había formado parte y que se vio invadido por un grupo de hombres que le hacían la vida difícil a otros usuarios de las redes sociales, y abordó sus intentos de lidiar con el acoso. Se lanzó un video musical para la canción, que fue dirigida por Courtney McWilliams y Ciaran Linden Beale. La canción apareció en su EP de marzo de 2021, Talk; que compuso canciones que había escrito cuando tenía quince años, y sobre sus experiencias de relaciones y escuela. Ella le dijo a The Forty Five el mes siguiente que el EP se había retrasado desde el inicio de la pandemia de COVID-19 en el Reino Unido; había utilizado el tiempo para perfeccionar su sonido, y se inspiró durante este período en Grimes, Pale Waves, Lykke Li y Beabadoobee.
En abril de 2021, lanzó «Matty Healy», una canción que lleva el nombre del músico del mismo nombre, líder de The 1975, de quien se hizo fan a través de su hermana mayor, «Girls» primero. La canción fue escrita cuando tenía quince años, sobre un exnovio arrogante, que se parecía a Healy, y pensaba que era más guapo que él, y fue concebida después de que Twinn les contara a sus colaboradores habituales sobre él. El puente de la canción hace referencia a «Somebody Else» de la banda, y el vídeo de la canción presenta un derivado de TikTok, Twinntok, que presentaba varios vídeos antiguos de Twinn. El mes siguiente, lanzó «Moth», una canción grunge, que contenía referencias a Nirvana, y fue escrita sobre una relación codependiente en la que se encontraba. Se convirtió en miembro de Loud LDN, un colectivo de mujeres y artistas no binarios con sede en Londres creado en mayo de 2022, ese año.

## Discografía

### EP
- Talk (2021) [18]

### Sencillos

#### Como artista principal
Twinn ha lanzado los siguientes sencillos:
| Título                              | Año  | Álbum              |
| ----------------------------------- | ---- | ------------------ |
| «On My Mind»                        | 2019 | Sencillo sin álbum |
| «Let It Happen»                     | 2020 | Sencillo sin álbum |
| «You Shouldn't Have Fucked With Me» | 2020 | Sencillo sin álbum |
| «I Don't Mind»                      | 2020 | Sencillo sin álbum |
| «Raccoons»                          | 2021 | Talk               |
| «Matty Healy»                       | 2021 | Sencillo sin álbum |
| «Moth»                              | 2021 | Sencillo sin álbum |
| «Raised by the Internet»            | 2022 | Sencillo sin álbum |

#### Como artista invitada
| Título                         | Año  | Álbum     |
| ------------------------------ | ---- | --------- |
| «On a Mountain» (con DJ Danny) | 2021 | Harlecore |